# ياسوتاكا موراتا
ياسوتاكا موراتا هو رائد أعمال ياباني، ولد في 1947.